# ALCO RSD-15
ALCO RSD-15 – amerykańska ciężka lokomotywa spalinowa, budowana w latach 1956–1960 przez fabrykę ALCO. Wyprodukowano 75 egzemplarzy. 
Jeden egzemplarz oznaczony RSD-17 zbudowano w Kanadzie.
Seria RSD-15 została zastąpiona lokomotywami ALCO serii Century, jak np. ALCO Century 628.

## Wersje
Główna różnica między wersjami lokomotywy RDS-15 odnosi się do niskiego lub wysokiego nosa kadłuba na przodzie lokomotywy. 